# The Grip of Jealousy
The Grip of Jealousy (também conhecido como Love Thine Enemy) é um filme mudo norte-americano de 1916, do gênero drama, dirigido por Joe De Grasse e estrelado por Lon Chaney.

## Elenco
- Louise Lovely - Virginia Grant
- Lon Chaney - Silas Lacey
- Grace Thompson - Beth Grant
- Jay Belasco - Harry Grant
- Hayward Mack - Phillip Grant
- Colin Chase - Hugh Morey
- Harry Ham - Jack Morey (como Harry Hamm)
- Walter Belasco - Uncle Jeff
- Marcia Moore - Lynda
- Dixie Carr - Cora
- Mr. Neff - Harvey Lacey